# Jackie
Jackie ist ein männlicher und weiblicher Vorname.

## Herkunft und Bedeutung
Jackie tritt insbesondere im englischen Sprachraum, vorrangig in den USA, entweder als Verkleinerungsform von Jack (männlich) oder von Jacqueline (weiblich) auf.

## Verbreitung
In Deutschland und Österreich wird der Name nur sehr selten vergeben, in Belgien hingegen von 1995 bis 2022 etwa 150 Mal. Die männliche Variante war in Frankreich zwischen den Jahren 1933 und 1956 in der Liste der beliebten Namen anzutreffen. In den Niederlanden wird Jackie regelmäßig vergeben, seit 2011 in der Beliebtheit leicht ansteigend.
Nachgewiesen ist der Name ebenfalls als weibliche und männliche Form den nordischen Ländern Dänemark, Norwegen und Schweden.
Ebenso kommt er in England, Irland, Schottland und Kanada immer wieder in der Namensgebung vor. Besonders in den USA ist Jackie ein verbreiteter Name, von Anfang der 1930er bis Ende der 1960er Jahre gehörte er zu den Top 200 Vornamen für Jungen und Mädchen.

## Namensträger
- Jackie Brenston (1927–1979), US-amerikanischer Rhythm-and-Blues-Musiker
- Jackie Cain (1928–2014, als Jacqueline Ruth Cain), US-amerikanische Jazzsängerin
- Jackie Cerone (eigentlich John „Jackie The Lackey“ Cerone; 1914–1996), italo-amerikanischer Mobster
- Jackie Coogan (1914–1984), US-amerikanischer Schauspieler und Kinderstar
- Jackie Cooper (1922–2011), US-amerikanischer Schauspieler und Regisseur
- Jackie DeShannon (* 1944 als Sharon Lee Myers), US-amerikanische Sängerin und Songschreiberin
- Jackie Glazier (* 1973), australische Pokerspielerin
- Jackie Gleason (Herbert John Gleason; 1916–1987), US-amerikanischer Comedian, Komponist, Dirigent und Schauspieler
- Jackie Earle Haley (* 1961), US-amerikanischer Schauspieler
- Jackie Jackson (Sigmund Esco „Jackie“ Jackson; * 1951), US-amerikanischer Sänger und Musiker
- Jackie R. Jacobson (* 2002), US-amerikanische Schauspielerin
- Jackie Jakubowski (1951–2020), schwedischer Schriftsteller und Journalist
- Jackie Joseph (* 1933), US-amerikanische Schauspielerin
- Jackie Kennedy (Jacqueline Kennedy Onassis, gebürtig Jacqueline Lee Bouvier; 1929–1994), US-amerikanische Journalistin und Verlagslektorin sowie die Ehefrau des 35. US-Präsidenten John F. Kennedy
- Jackie King (≈1945–2016), US-amerikanischer Gitarrist
- Jackie Leuenberger (* 1968), Schweizer Mundartsängerin
- Jackie Leven (1950–2011), schottischer Liederkomponist und Folk-Musiker
- Jackie McLean (John Lenwood „Jackie“ McLean; 1931–2006), US-amerikanischer Jazzmusiker und Altsaxophonist
- Jackie Paris (1926–2004), US-amerikanischer Jazz-Sänger und Gitarrist
- Jackie Presser (1926–1988), von 1983 bis 1988 Präsident der International Brotherhood of Teamsters
- Jackie Shroff (eigentlich Jay Kishan Shraf; * 1957), indischer Schauspieler
- Jackie Smith (* 1940), US-amerikanischer American-Football-Spieler
- Jackie Trent (1940–2015; eigentlich Yvonne Burgess), britische Sängerin, Songwriterin und Schauspielerin
- Jackie Wilson (1934–1984), afroamerikanischer Rhythm-and-Blues- und Soul-Sänger

## Sonstiges
- Jackie (Hund), ein Haushund in Finnland, der Hitlers Diplomaten irritierte
- Jackie Brown, Film von Quentin Tarantino aus dem Jahr 1997, der auf dem Roman Rum Punch von Elmore Leonard basiert
- Jackie Cola, Indie-Pop-Band aus Freiburg
- Jackie (Album), Studioalbum von Ciara (2015)
- Jackie bezeichnet den Titel mehrerer Filme:

- Jackie (1921), amerikanischer Stummfilm von John Ford
- Jackie (2010), indischer Film von Soori
- Jackie: Die First Lady, amerikanisch-chilenischer Spielfilm von Pablo Larraín
- Jackie – Wer braucht schon eine Mutter, niederländischer Film von Antoinette Beumer
- Hilary & Jackie, Spielfilm, der von der komplizierten Beziehung der weltbekannten Cellistin Jacqueline du Pré zu ihrer Schwester Hilary handelt